# Праведник 2
Праведник 2 (англ. The Equalizer 2) — американський фільм-екшн 2018 року режисера Антуана Фукуа. Сиквел фільму 2014 року «Праведник».

## Сюжет
Роберт МакКол колись був одним із найкращих агентів ЦРУ. Але роки беруть своє, давно пора відпочити, покататися містом і заробити собі на цьому трохи грошей. Але чоловік далеко не такий простий, яким здається на перший погляд. У вільний час він вершить правосуддя, караючи поганих хлопців. Варто відзначити, що це у нього виходить краще за всіх. Він покарає кожного бандита, який робить щось не так. І коли постраждає один із друзів Роберта, він уб'є кожного, хто був причетний. Він почне війну, яку зобов'язаний виграти.

## У ролях
| Актор            | Роль             |
| ---------------- | ---------------- |
| Дензел Вашингтон | Роберт Маккол    |
| Ештон Сандерс    | Майлз Віттакер   |
| Педро Паскаль    | Дейв Йорк        |
| Білл Пуллман     | Браян Плюммер    |
| Мелісса Лео      | Сьюзен Плюммер   |
| Сакіна Джаффрі   | Фатіма           |
| Джонатан Скарф   | Резнік           |
| Адам Карст       | турецький батько |
| Казі Таугінас    | Арі              |
| Гарретт Таугінас | Ковач            |
| Орсон Бін        | Сем Рубінштейн   |